# 百田慎太郎
百田 慎太郎（ももた しんたろう、1951年 - ）は、日本の元アマチュア野球選手（投手）。

## 経歴・人物
有田工業高校では、エースとして1969年夏の甲子園県予選に出場し、1回戦で龍谷高校を相手にノーヒットノーランを達成し、2回戦でも神埼農業高校を相手にノーヒットノーランを達成する。しかし、準々決勝で佐賀商業高校に敗れ、甲子園への出場を果たすことができなかった。
同年のドラフト会議で巨人から14位指名を受けたが、入団を拒否。
卒業後は福岡大学に進学。大学卒業後は電電東海に入社。